# イオン札幌元町ショッピングセンター
イオン札幌元町ショッピングセンター（イオンさっぽろもとまちショッピングセンター）は、北海道札幌市東区北31条東15丁目に所在するイオン北海道運営のモール型ショッピングセンターである。

## 概要
2002年（平成14年）6月にHBCゴルフセンター跡地に開店。北海道にある元ジャスコの店舗では唯一、食品売場のみだが24時間営業を実施していたことがある（現在は行っていない）。
イオン札幌元町店（旧・ジャスコ札幌元町店）を核店舗としている。
なお、当地にはかつてHBCのラジオ送信所があったほか、本社スタジオが完成するまでは仮設スタジオも設置されていた。敷地内には「北海道民放第一声の地」の記念碑がHBCによって建立されている。店内にはHBCテレビを放映しているビジョンがある。かつてはアナログ放送だったが、後にデジタル放送のテレビに切り替わっている。

## 主なテナント
出店テナント全店の一覧・詳細情報は公式サイト「フロアガイド」を、営業時間およびATMを設置する金融機関の詳細は公式サイト「インフォメーション」を参照。

### 1階
- 無印良品
- サザエ（十勝おはぎ）
- 六花亭（和洋菓子）
- PATTISIER morimoto（和洋菓子・ベーカリー）
- メガネスーパー（コンタクト）
- フードコート（12店舗）
- ATMコーナー

### 2階
- Seria
- BELLUNA
- Honeys
- エステール
- Tatsumiya
- 富士メガネ
- ASBEE fam.

### 3階
- 宮脇書店
- レストラン街（5店舗）
- モーリーファンタジー
- こども写真城 スタジオアリス

## 交通アクセス
最寄駅は札幌市営地下鉄東豊線新道東駅である。
また、2016年3月31日までは近隣を巡回する無料送迎バスも運行されていた。